# Hamites
Hamites is een geslacht van uitgestorven cephalopode Mollusca uit de onderklasse Ammonoidea,dat zich laat in het Aptische stadium van het Onder-Krijt ontwikkelde en tot het Cenomaniaanse stadium van het Boven-Krijt duurde. Het geslacht is vrijwel zeker parafyletisch, maar wordt nog steeds veel gebruikt als een 'vangst' voor heteromorfe ammonieten van de superfamilie Turrilitoidea, die niet netjes in de meer afgeleide groeperingen passen. In een poging om clades binnen het geslacht te identificeren, is het door verschillende paleontologen verdeeld in een reeks nieuwe geslachten of ondergeslachten, waaronder Eohamites, Hamitella, Helicohamites, Lytohamites, Planohamites, Psilohamites en Sziveshamites. De typesoort is Hamites attenuatus uit het vroege Albien, genoemd door James Sowerby in zijn Mineral Conchology of Great Britain uit 1814, hoewel het geslacht zelf werd gecreëerd door James Parkinson in zijn boek Organic Remains of the Former World uit 1811. Deze James Parkinson is het best bekend als de eerste wetenschappelijke beschrijving van een ziekte die hij de Shaking Palsy noemde, nu ter ere van hem de ziekte van Parkinson genoemd.

## Morfologie en ecologie
Hamites-soorten worden gekenmerkt door een schaal die begon met een open, soms spiraalvormige, regelmatige spiraal die ofwel in een enkele grote haak opende, of anders drie parallelle schachten vormde die de volwassen schaal het uiterlijk van een paperclip gaven. Geen Hamites had stekels of andere dergelijke versieringen op de schaal, maar verschillende soorten lijken aperturale wijzigingen te hebben ontwikkeld wanneer ze volwassen zijn, dat wil zeggen, zodra de ammoniet tot zijn uiteindelijke grootte was gegroeid, werd de opening vernauwd en begrensd door een of twee verdikte ribben, bekend als kragen. Deze zijn ook waargenomen bij andere ammonieten en worden verondersteld tekenen van seksueel dimorfisme te zijn. De open schaal van deze ammonieten zou hen tot schamele zwemmers hebben gemaakt vanwege de weerstand, maar verder is er weinig zeker over hun manier van leven. Er wordt algemeen aangenomen dat ze planktonisch waren, misschien kleine prooien vingen op de manier van kwallen, maar gerepareerde schelpschade die kennelijk door krabben is veroorzaakt, kan erop wijzen dat ze minstens enige tijd in de buurt van de zeebodem hebben doorgebracht.
Het geslacht Hamites is van bijzonder belang voor paleontologen omdat de soort die deel uitmaakt van het geslacht een breed scala aan morfologieën omvat, waaronder die blijkbaar vergelijkbaar zijn met verschillende meer afgeleide groepen heteromorfe ammonieten. Het geslacht diversifieerde snel tijdens het Albien in een aantal morfologisch verschillende lijnen die lijken te hebben geleid tot ten minste drie andere families van heteromorfen, de Baculitidae, Turrilitidae en Scaphitidae. De afstamming die aanleiding gaf tot de spiraalvormige Turrilitidae, bijvoorbeeld, had een omhulsel dat aanvankelijk groeide als een helix alvorens recht te trekken. De Turrilitidae lijken dus te zijn afgeleid van neotenische Hamites die de spiraalvormig opgerolde jeugdmorfologie van Hamites tot in de volwassenheid behielden. De diameter bedroeg ongeveer vijf tot 7,5 centimeter.

## Soorten
- Hamites (Hamites) charpentieri Pictet & Roux 1847
- Hamites alternatus Sowerby 1814
- Hamites attenuatus Sowerby 1814
- Hamites carrancoi Böse 1923
- Hamites cimarronensis Kauffman & Powell 1977
- Hamites elegans d'Orbigny 1841
- Hamites maximus Sowerby 1814
- Hamites quadrinodosus Jimbo 1894
- Hamites salebrosus Cobban et al. 1989
- Hamites simplex d'Orbigny 1842
- Hamites subcompressum Forbes 1846
- Hamites subvirgulatus Spath 1941
- Hamites undulatus Forbes 1846
- Hamites venetzianus Pictet 1847
- Hamites virgulatus Brongniart 1822